# 東京アニメ・声優＆eスポーツ専門学校
東京アニメ・声優&eスポーツ専門学校（とうきょうアニメ・せいゆうアンドイースポーツせんもんがっこう）は、学校法人滋慶学園が運営する、東京都江戸川区にある、東京都の認可を受けた認可校である。声優・アニメ・イラスト・イベント・eスポーツ・ゲームクリエイターを軸に、エンターテイメント業界で活躍する人材を教育する専修学校である。

## 所在地
- 北葛西校舎：東京都江戸川区北葛西4-10-1
- 総合校舎：東京都江戸川区西葛西3-14-9
- アクセス：東京メトロ東西線、西葛西駅

## 特徴
- 日本で初めての、プロゲーマー・eスポーツの人材育成に取り組んだ専門学校である。
- 在学中の企業との協同授業、「産学連携教育」が教育の柱である。
- 入学時の専攻以外の授業が受けられる、「W(ダブル）メジャーカリキュラム」というシステムがある。
- 声優・アニメ・eスポーツ・ゲームの学科があり、学内コラボレーションが多く行われている。
- メディアに取り上げられること多数あり、多くの在校生が出演することがある。

## 設置学科
- スーパーテクノロジー科（4年制） - 声優、声優アーティスト、歌手、ナレーター、俳優、舞台俳優、ミュージカル俳優、タレント、ゲームクリエイター、ゲーム制作、アプリ制作、VRクリエイター、アニメ制作、アニメーション、CGアニメーション、動画配信、イラスト、声優マネージャー、アニメイベント制作等
- スーパーテクノロジー科（3年制） - プロゲーマー、eスポーツイベントスタッフ、声優、声優アーティスト、歌手、ナレーター、俳優、舞台俳優、ミュージカル俳優、タレント、プロゲーマー、動画配信、ストリーマー、ゲーム実況、キャスター、アニメ音響エンジニア、シナリオライター 等

## 主な出身者
- 和氣あず未（声優・東京俳優生活協同組合）
- 新井雄也（声優・サンミュージックプロダクション）
- 村上聡（声優・マウスプロモーション）
- 佐藤舞（声優・アミュレート）
- かどたにまみ（声優・賢プロダクション）
- 佐藤圭輔（俳優・スーパーエキセントリックシアター）
- 金子隼人（声優・マウスプロモーション）
- 陽高真白（声優・ソニー・ミュージックアーティスツ）

## 姉妹校
- 東京スクールオブミュージック専門学校
- 東京ダンス&アクターズ専門学校
- 東京放送芸術&映画・俳優専門学校